# 1920년대 영화
다음은 1920년대 영화에 관한 정보이다. 1920년대 영화계의 사건과 경향에 대해 다룬다.

## 영화 목록
- 1920년 영화
- 1921년 영화
- 1922년 영화
- 1923년 영화
- 1924년 영화
- 1925년 영화
- 1926년 영화
- 1927년 영화
- 1928년 영화
- 1929년 영화

## 같이 보기
- 20세기 영화
- 1910년대 영화
- 1930년대 영화